# Titularerzbistum Phasis
Phasis (ital.: Fasi) ist ein Titularerzbistum der römisch-katholischen Kirche. 
Es geht zurück auf ein ehemaliges Bistum der gleichnamigen antiken Stadt, des heutigen Poti in Georgien.
| Titularerzbischöfe von Phasis |                                        | |                  |                   |
| Nr.                           | Name                                   | Amt | von              | bis               |
| 1                             | Constantin Ajutti (Constantin Aiutti)  | Apostolischer Delegat in Indochina                                                                                   | 28. Mai 1925     | 29. Juli 1928     |
| 2                             | William Mark Duke                      | Koadjutorerzbischof von Vancouver (Kanada)                                                                           | 10. August 1928  | 5. Oktober 1931   |
| 3                             | Ivanios Giorgio Tommaso Panickerveetil | | 13. Februar 1932 | 11. Juni 1932     |
| 4                             | Jacques Leen CSSp                      | emeritierter Erzbischof von Port-Louis (Mauritius)                                                                   | 1. August 1933   | 19. Dezember 1949 |
| 5                             | Louis-Gabriel-Xavier Jantzen MEP       | emeritierter Erzbischof von Chungking (Volksrepublik China)                                                          | 24. Oktober 1950 | 28. August 1953   |
| 6                             | Henri Audrain                          | Koadjutorerzbischof von Auch-Condom-Lectoure-Lombez (Frankreich)                                                     | 3. Februar 1954  | 2. März 1955      |
| 7                             | Arturo Mery Beckdorf                   | Koadjutorerzbischof von Santiago de Chile Weihbischof in Santiago de Chile Koadjutorerzbischof von La Serena (Chile) | 20. April 1955   | 28. Mai 1976      |